# (980) Anacostia
(980) Anacostia és un asteroide del cinturó principal descobert per l'astrònom G. H. Peters en 1921 des de l'observatori de Washington DC, Estats Units.
Deu el nom a un districte de la ciutat de Washingtong DC i també a un riu de la regió.
S'estima que té un diàmetre de 86,19 ± 1,6 km. La seva distància mínima d'intersecció de l'òrbita terrestre és d'1,23291 ua.
Les observacions fotomètriques recollides d'aquest asteroide mostren un període de rotació de 20,11 hores, amb una variació de lluentor de 7,85 de magnitud absoluta.